# Vasalemma (commune)
Vasalemma (autrefois : Wassalem) est une ancienne commune rurale estonienne qui appartient à la région d'Harju, au nord-ouest du pays. Elle s'étendait sur 38,66 km2 et comptait une population de 5 091 habitants(01/01/2012).

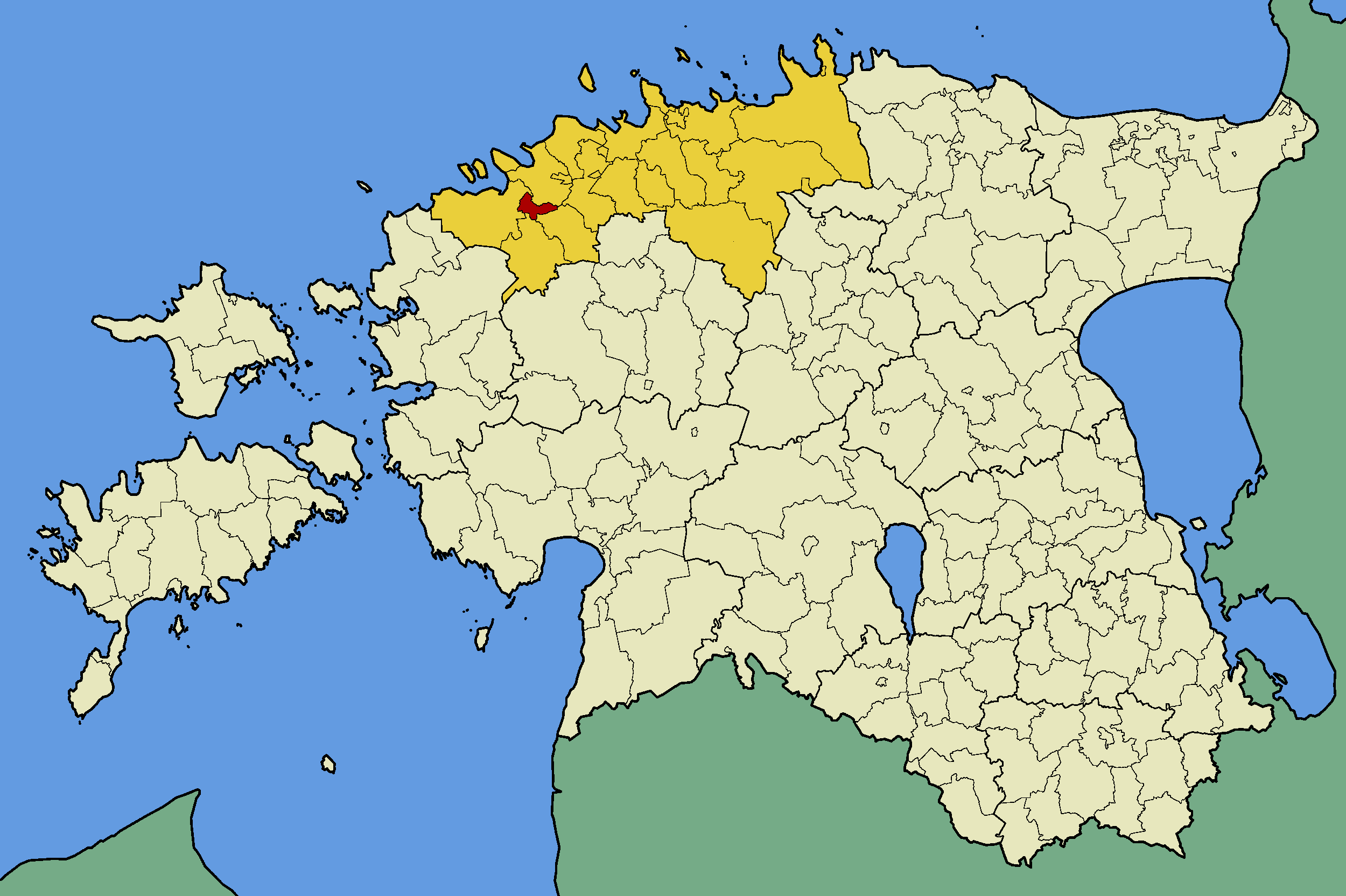
Commune de Vasalemma (rouge)
dans le Harjumaa (jaune).

## Géographie
La commune, qui se trouvait à 38 km de Tallinn, était située au sud-ouest de la région d'Harju est depuis 2017 intégrée à la commune de Lääne-Harju. Elle est traversée par la rivière du même nom, la Vasalemma.

## Municipalité
La commune comprenait trois bourgs (alevik): Vasalemma (connu pour son château), Rummu (connu pour sa prison et pour son camp de travail tenu à la carrière de Rummu ; autrefois: Rumm) et Ämari, et deux villages: Veskiküla et Lemmaru. Son chef-lieu administratif se trouvait à Vasalemma.